# Ptolemeu XI Alexandre II
Ptolemeu XI Alexandre II (en grec antic Πτολεμαῖος Αλέξανδρος) (abans del 103 aC-80 aC) fou rei d'Egipte per menys d'un mes l'any 80 aC. Formava part de la Dinastia Ptolemaica.
Era fill de Ptolemeu X Alexandre I. La seva àvia, Cleòpatra IV, el va enviar a l'illa de Cos cap a l'any 102 aC, probablement per seguretat (en aquell moment temia una victòria de Ptolemeu IX Làtir o una aliança de Làtir i Alexandre I contra ella). Va romandre a l'illa fins al 88 aC, quan Mitridates VI Eupator la va conquerir. El rei del Pont el va tractar amb distinció i se'l va emportar a la cort, però el jove príncep, quan va poder, es va escapar. Se'n va anar al camp de Sul·la, al qual va acompanyar en la tornada a Roma, on va viure fins al 80 aC.
El març d'aquell any va morir Làtir i va deixar el tron a la seva filla Berenice III Cleòpatra, reconeguda per l'exèrcit i els notables d'Alexandria. Sul·la, llavors dictador de Roma i amb el qual s'havia fet molt amic, el va nomenar rei d'Egipte per decret i el va enviar a Egipte, on es va pactar que la reina l'associaria al tron i s'hi casaria, enllaç que va celebrar-se tan bon punt va arribar al país. Al cap de 19 dies Alexandre va fer assassinar la seva dona, però això va provocar la revolta dels alexandrins que van acorralar al rei en un gimnàs i el van matar.
En el testament deixava el regne a Roma. Trogus Pompeius diu que va ser expulsat del país per la revolta dels alexandrins, però no hi va morir i se suposa que seria després quan va redactar el testament, però totes les altres fonts estan d'acord que va morir en la revolta i el testament s'ha volgut atribuir a un altre Alexandre o fins i tot al seu pare (que no hauria mort a la batalla de Xipre el 88 aC sinó que s'hauria amagat fins a l'any 65 aC).